# Stanhopea peruviana
Stanhopea peruviana là một loài thực vật có hoa trong họ Lan. Loài này được Rolfe miêu tả khoa học đầu tiên năm 1912.

## Hình ảnh

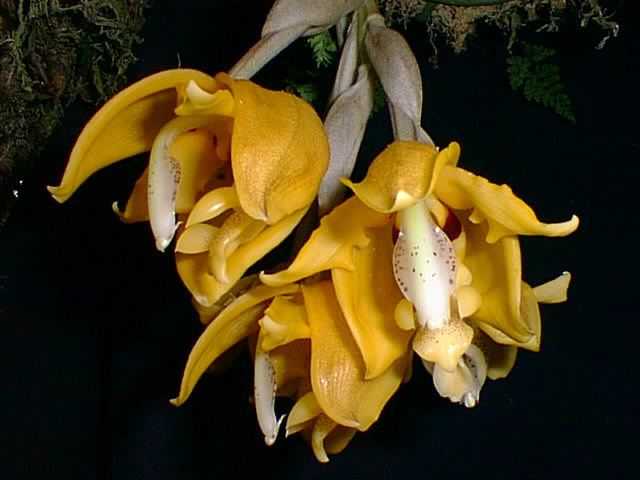
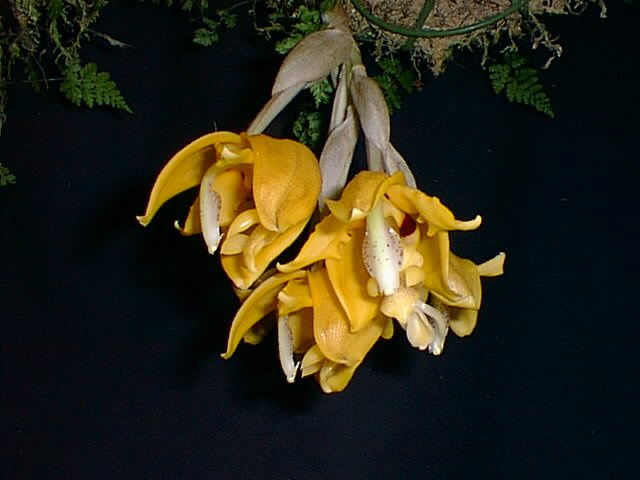